# Miss Continente Americano 2012
Miss Continente Americano 2012 foi a 7ª e última edição do tradicional concurso de beleza de Miss Continente Americano. O evento se realizou no Palácio de Cristal, em Guaiaquil, cidade litorânea do Equador com a presença de vinte e uma (21) aspirantes ao título sob a apresentação do jornalista Roberto Rodríguez. A equatoriana Claudia Schiess, detentora do título na ocasião, passou a coroa à brasileira Camila Serakides.

## Resultados

### Colocações
| Colocação      | País                                                                                      |
| Vencedora      | - Brasil - Camila Serakides                                                               |
| 2º. Lugar      | - Panamá - Maricely González                                                              |
| 3º. Lugar      | - Argentina - Josefina Herrero                                                            |
| Semifinalistas | - Costa Rica - Fabiana Granados - México - Karen Brizuela - Paraguai - Liliana Santa Cruz |

### Premiações Especiais
O concurso distribuiu os seguintes prêmios este ano: 
| Premiação      | País                            |
| Melhor Rosto   | - Costa Rica - Fabiana Granados |
| Miss Simpatia  | - Canadá - Kesiah Papasin       |
| Miss Fotogenia | - México - Karen Brizuela       |

### Miss Melhor Traje Típico
As colocações principais das candidatas em traje típico:
| Posição | País                               |
| 1       | - Colômbia - Melissa Cano          |
| 2       | - Peru - Cindy Mejía               |
| 3       | - Venezuela - Andrea Annicchiarico |

## Candidatas
Disputaram o título este ano:
| - Argentina - Josefina Herrero - Belize - Chantæ Guy - Bolívia - Luz Daliana Acosta - Brasil - Camila Serakides - Canadá - Kesiah Papasin - Chile - Camila Jeria - Colômbia - Melissa Cano | - Costa Rica - Fabiana Granados - Equador - Tatiana Loor - El Salvador - Maria Luisa Vicuña - Guatemala - Alejandra Morales - Honduras - Rosmary Mejía - México - Karen Brizuela - Nicarágua - Violeta Gutiérrez | - Panamá - Maricely González - Paraguai - Liliana Santa Cruz - Peru - Cindy Mejía - Porto Rico - Jennifer Guevara - República Dominicana - Carolyn Hawa - Uruguai - Valentina Henderson - Venezuela - Andrea Annicchiarico |